# 표향검우 (드라마)
《표향검우》(중국어 간체자: 飘香剑雨, 정체자: 飄香劍雨, 병음: Piāo xiāng jiàn yǔ 퍄오샹젠위[*])는 중국의 드라마이다.